# Estación Kita-Urawa
La Estación Kita-Urawa (北浦和駅 Kita-Urawa-eki?) es una estación ferroviaria de JR East localizada en el barrio de Urawa-ku, Saitama, prefectura de Saitama, Japón. Fue inaugurado el 1 de septiembre de 1936.

## Líneas y andenes
La estación sólo ofrece servicios vía Línea Keihin-Tōhoku. Consiste de una plataforma central con dos andenes.
| 1 | ■Línea Keihin-Tōhoku | Urawa, Ueno, Tokio, Shinagawa, Yokohama y Ofuna |
| 2 | ■Línea Keihin-Tōhoku | Yono y Omiya                                    |

## Estaciones adyacentes
| «                   | «                   | Servicio            | »                   | »                   |
| Línea Keihin-Tōhoku | Línea Keihin-Tōhoku | Línea Keihin-Tōhoku | Línea Keihin-Tōhoku | Línea Keihin-Tōhoku |
| ------------------- | ------------------- | ------------------- | ------------------- | ------------------- |
| Yono                | Yono                | Local               | Urawa               | Urawa               |